# هنري دوماس
هنري دوماس (بالإنجليزية: Henry Dumas) هو كاتب وشاعر أمريكي، ولد في 20 يوليو 1934 في سويت هوم في الولايات المتحدة، وتوفي في 23 مايو 1968 في هارلم في الولايات المتحدة بسبب إصابة بعيار ناري.

## وصلات خارجية
- هنري دوماس على موقع الموسوعة البريطانية (الإنجليزية)